# Jože Hladnik
Jože Hladnik, slovenski športni pedagog in atletski funkcionar, * 26. avgust 1929, Borovnica, † 12. julij 2015, Kranj.

## Življenje in delo
Rodil se je gostilničarjema Jožetu in Mariji, v osnovno šolo je hodil štiri leta v Borovnici, od 1940/41 pa se je vozil na 4. realno državno gimnazijo za Bežigradom v Ljubljani. Med vojno je skupaj z družino prenašal pošto za partizane, očeta so zato internirali v koncentracijsko taborišče Dachau. Po vojni je bil kot skojevec v mladinskih delovnih brigadah gradil železniške proge v Jugoslaviji. 1947 so ga poslali na dvoletno višjo šolo za fizkulturo v Zagrebu, ki jo je moral dokončati v enem letu. 1948 je bil imenovan za učitelja na Srednji tehnični šoli v Ljubljani. Vojaški rok je služil 1948/49 v Zagrebu, sledila je služba učitelja telovadbe na Gimnaziji Jurija Vege v Idriji (1950–1953) in potem do upokojitve na OŠ Lucijana Seljaka v Stražišču pri Kranju.
1960 je bil med ustanovitelji združenja kranjskih atletskih sodnikov in nato skoraj 40 let njegov predsednik, en mandat tudi predsednik slovenskih atletskih sodnikov. Bil je organizator in sodnik na lokalnih, republiških in mednarodnih tekmovanjih, eden prvih sodnikov za hojo na Slovenskem, delegat Atletske zveze Slovenije na tekmovanjih v tujini in predavatelj na tečajih za atletske sodnike.
Prevedel in uredil je tri slovenske izdaje Pravil za atletska tekmovanja, tehnično je urejal Almanahe slovenske atletike 1981–1991, več let je urejal zbornik Atletski sodnik in pripravil vrsto internih atletskih priročnikov. Bil je dejaven pri Združenju rezervnih vojaških starešin, aktivist pri Rdečem križu, član Zveze borcev Kluba Kosmač-Klemenc in Zveze borcev v Stražišču ter član občinskega sveta za vzgojo in varnost v cestnem prometu; za svoje javno delovanje je bil večkrat nagrajen.

## Nagrade
- 1982 Bloudkova plaketa
- 1996 častni član Združenja atletskih sodnikov Slovenije
- 2000 Bloudkova nagrada
- 2011 zlata plaketa Atletske zveze Slovenije